# Amathimysis polita
Amathimysis polita är en kräftdjursart som beskrevs av Brattegard 1974. Amathimysis polita ingår i släktet Amathimysis och familjen Mysidae. Inga underarter finns listade i Catalogue of Life.